# Mauriac (quận)
Quận Mauriac là một quận của Pháp, nằm ở tỉnh Cantal, trong Auvergne-Rhône-Alpes. Quận này có 6 tổng và 55 xã.

## Các đơn vị hành chính

### Các tổng
Các tổng của quận Mauriac là: 
1. Champs-sur-Tarentaine-Marchal
2. Mauriac
3. Pleaux
4. Riom-ès-Montagnes
5. Saignes
6. Salers

### Các xã
Các xã của quận Mauriac, và mã INSEE là: 
| 1. Ally (15003)                           | 2. Anglards-de-Salers (15006)      | 3. Antignac (15008)                 | 4. Apchon (15009)                    |
| 5. Arches (15010)                         | 6. Auzers (15015)                  | 7. Barriac-les-Bosquets (15018)     | 8. Bassignac (15019)                 |
| 9. Beaulieu (15020)                       | 10. Brageac (15024)                | 11. Chalvignac (15036)              | 12. Champagnac (15037)               |
| 13. Champs-sur-Tarentaine-Marchal (15038) | 14. Chaussenac (15046)             | 15. Collandres (15052)              | 16. Drugeac (15063)                  |
| 17. Escorailles (15064)                   | 18. Fontanges (15070)              | 19. Jaleyrac (15079)                | 20. La Monselie (15128)              |
| 21. Lanobre (15092)                       | 22. Le Falgoux (15066)             | 23. Le Fau (15067)                  | 24. Le Monteil (15131)               |
| 25. Le Vaulmier (15249)                   | 26. Le Vigean (15261)              | 27. Madic (15111)                   | 28. Mauriac (15120)                  |
| 29. Menet (15124)                         | 30. Moussages (15137)              | 31. Méallet (15123)                 | 32. Pleaux (15153)                   |
| 33. Riom-ès-Montagnes (15162)             | 34. Saignes (15169)                | 35. Saint-Bonnet-de-Salers (15174)  | 36. Saint-Chamant (15176)            |
| 37. Saint-Hippolyte (15190)               | 38. Saint-Martin-Cantalès (15200)  | 39. Saint-Martin-Valmeroux (15202)  | 40. Saint-Paul-de-Salers (15205)     |
| 41. Saint-Pierre (15206)                  | 42. Saint-Projet-de-Salers (15208) | 43. Saint-Vincent-de-Salers (15218) | 44. Saint-Étienne-de-Chomeil (15185) |
| 45. Sainte-Eulalie (15186)                | 46. Salers (15219)                 | 47. Salins (15220)                  | 48. Sauvat (15223)                   |
| 49. Sourniac (15230)                      | 50. Trizac (15243)                 | 51. Trémouille (15240)              | 52. Valette (15246)                  |
| 53. Vebret (15250)                        | 54. Veyrières (15254)              | 55. Ydes (15265)                    |                                      |